# Paolo Thaon di Revel (patrouilleur)
Le Paolo Thaon di Revel (pennant number : P430) est un patrouilleur hauturier de la Marina Militare italienne, le navire de tête de la classe Thaon di Revel.

## Conception
Les navires ont été conçus comme des « navires de patrouille offshore polyvalents ». Les sept premiers navires sont construits avec différentes configurations : une variante « légère » de base pour la tâche de patrouille, une configuration améliorée avec une meilleure capacité d’autodéfense et une variante « complète » intégrant des capacités beaucoup plus étendues. Le Paolo Thaon di Revel, en tant que navire de tête de la classe, est construit en configuration « légère ».
La marine italienne a commandé le nouveau missile lourd MBDA TESEO Mk 2E (TESEO « EVO »), un missile antinavire à longue portée doté également d’une capacité d’attaque terrestre stratégique. Le missile aura une nouvelle « tête » terminale avec un double autodirecteur RF (radiofréquence) et vraisemblablement la capacité d’attaquer des cibles au sol, IIR (Imaging IR). Par rapport à son prédécesseur OTOMAT/TESEO, le TESEO « EVO » MK/2E a une autonomie double (voire plus) de 360 km. L’ancien OTOMAT avait un rayon d'action de 180 km,.

## Carrière
Le Paolo Thaon di Revel a été mis en chantier le 9 mai 2017 par Fincantieri à Muggiano et lancé le 15 juin 2019,.
Sa mise en service était prévue en mai 2021. Le 15 novembre 2019, il effectue son premier essai en mer au large du golfe de La Spezia,. Le navire a été livré à la marine italienne en mars 2022.
En août 2022, le navire, avec un hélicoptère SH-90A à bord, opère en tant que navire amiral de l’opération AGENOR, le pilier militaire de l’EMASoH (European Maritime Awareness in the Strait of Hormuz). Il est déployé dans la région du Golfe, le détroit d'Ormuz et le golfe d'Oman, afin de garantir le passage en toute sécurité des navires marchands dans la région.